# Herrarnas K-2 200 meter i kanotsport vid olympiska sommarspelen 2012
Herrarnas K-2 200 meter vid olympiska sommarspelen 2012 hölls mellan 10 augusti och 11 augusti på Eton Dorney i London. Deltagarna delades upp i försöksheat där de fem bästa i varje heat gick till semifinal. De två sämsta i varje heat gick till B-final. I semifinalarna gick de åtta bästa vidare till A-final, medan de övriga anslöt till de andra lagen i B-finalen.

## Medaljörer
| Gren           | Guld                                        | Silver                                    | Brons                                   |
| K-2, 200 meter | Ryssland Alexander Dyatjenko Jurj Postrigaj | Belarus Raman Piatrusjenka Vadzim Machneu | Storbritannien Liam Heath Jon Schofield |

## Schema
Försöksheat

10 augusti, 10:33

Semifinal

10 augusti, 11:44

Final

11 augusti, 10:41

## Resultat

### Försöksheat

#### Heat 1
| Plac. | Kanotist                           | Land      | Tid    | Notering |
| ----- | ---------------------------------- | --------- | ------ | -------- |
| 1     | Yury Postrigay Alexander Dyachenko | Ryssland  | 32.321 | Q        |
| 2     | Ronald Rauhe Jonas Ems             | Tyskland  | 32.905 | Q        |
| 3     | Arnaud Hybois Sébastien Jouve      | Frankrike | 32.933 | Q        |
| 4     | Ryan Cochrane Hugues Fournel       | Kanada    | 33.407 | Q        |
| 5     | Ionuț Mitrea Bogdan Mada           | Rumänien  | 33.978 | Q        |
| 6     | Alexey Dergunov Yevgeni Alexeyev   | Kazakstan | 34.254 |          |
| –     | Fernando Pimenta Emanuel Silva     | Portugal  |        | DNS      |

#### Heat 2
| Plac. | Kanotist                                | Land           | Tid    | Notering |
| ----- | --------------------------------------- | -------------- | ------ | -------- |
| 1     | Raman Piatrushenka Vadzim Makhneu       | Belarus        | 33.129 | Q        |
| 2     | Liam Heath Jon Schofield                | Storbritannien | 33.364 | Q        |
| 3     | Miguel Correa Rubén Voisard             | Argentina      | 33.623 | Q        |
| 4     | Stephen Bird Jesse Phillips             | Australien     | 34.120 | Q        |
| 5     | Krists Straume Aleksejs Rumjancevs      | Lettland       | 34.447 | Q        |
| 6     | Momotaro Matsushita Hiroki Watanabe     | Japan          | 34.669 |          |
| 7     | Olivier Cauwenbergh Laurens Pannecoucke | Belgien        | 35.297 |          |

### Semifinaler

#### Heat 1
| Plac. | Kanotist                           | Land           | Tid    | Notering |
| ----- | ---------------------------------- | -------------- | ------ | -------- |
| 1     | Yury Postrigay Alexander Dyachenko | Ryssland       | 32.051 | Q, OB    |
| 2     | Liam Heath Jon Schofield           | Storbritannien | 32.940 | Q        |
| 3     | Miguel Correa Rubén Voisard        | Argentina      | 33.105 | Q        |
| 4     | Ryan Cochrane Hugues Fournel       | Kanada         | 33.500 | Q        |
| 5     | Ionuț Mitrea Bogdan Mada           | Rumänien       | 34.253 |          |

#### Heat 2
| Plac. | Kanotist                           | Land       | Tid    | Notering |
| ----- | ---------------------------------- | ---------- | ------ | -------- |
| 1     | Raman Piatrushenka Vadzim Makhneu  | Belarus    | 32.641 | Q        |
| 2     | Ronald Rauhe Jonas Ems             | Tyskland   | 32.662 | Q        |
| 3     | Arnaud Hybois Sébastien Jouve      | Frankrike  | 32.668 | Q        |
| 4     | Stephen Bird Jesse Phillips        | Australien | 34.071 | Q        |
| 5     | Krists Straume Aleksejs Rumjancevs | Lettland   | 34.140 |          |

### Finaler

#### B-final
| Plac. | Kanotist                                | Land      | Tid    | Notering |
| ----- | --------------------------------------- | --------- | ------ | -------- |
| 1     | Alexey Dergunov Yevgeni Alexeyev        | Kazakstan | 35.494 |          |
| 2     | Momotaro Matsushita Hiroki Watanabe     | Japan     | 35.739 |          |
| 3     | Krists Straume Aleksejs Rumjancevs      | Lettland  | 36.110 |          |
| 4     | Olivier Cauwenbergh Laurens Pannecoucke | Belgien   | 36.336 |          |
| 5     | Ionuț Mitrea Bogdan Mada                | Rumänien  | 46.495 |          |

#### A-final
| Plac. | Kanotist                           | Land           | Tid    | Noteringar |
| ----- | ---------------------------------- | -------------- | ------ | ---------- |
| 1     | Yury Postrigay Alexander Dyachenko | Ryssland       | 33.507 |            |
| 2     | Raman Piatrushenka Vadzim Makhneu  | Belarus        | 34.266 |            |
| 3     | Liam Heath Jon Schofield           | Storbritannien | 34.421 |            |
| 4     | Arnaud Hybois Sébastien Jouve      | Frankrike      | 35.012 |            |
| 5     | Miguel Correa Rubén Voisard        | Argentina      | 35.271 |            |
| 6     | Stephen Bird Jesse Phillips        | Australien     | 35.315 |            |
| 7     | Ryan Cochrane Hugues Fournel       | Kanada         | 35.396 |            |
| 8     | Ronald Rauhe Jonas Ems             | Tyskland       | 35.405 |            |